# Алексеевская (Московская область)
Алексеевская — деревня в Орехово-Зуевском муниципальном районе Московской области. Входит в состав сельского поселения Соболевское. Население — 15 чел. (2010).

## Расположение
Деревня Алексеевская расположена в юго-западной части Орехово-Зуевского района, примерно в 35 км к югу от города Орехово-Зуево. В 2 км к северу от деревни протекает река Боронка. Высота над уровнем моря 128 м.

## История
В 1926 году деревня являлась центром Алексеевского сельсовета Ильинской волости Егорьевского уезда Московской губернии, имелась школа 1-й ступени.
До 2006 года Алексеевская входила в состав Соболевского сельского округа Орехово-Зуевского района.

## Население
В 1926 году в деревне проживало 364 человека (176 мужчин, 188 женщин), насчитывалось 85 крестьянских хозяйств. По переписи 2002 года — 23 человека (13 мужчин, 10 женщин).
| 1926 | 2002 | 2006 | 2010 |
| ---- | ---- | ---- | ---- |
| 364  | ↘23  | →23  | ↘15  |